# Hammaptera fulvifusa
Hammaptera fulvifusa là một loài bướm đêm trong họ Geometridae.